# Aplocheilichthys sp. nov. 'Baringo'
Aplocheilichthys sp. nov. 'Baringo é uma espécie de peixe da família Poeciliidae.
É endémica do Quénia.
Os seus habitats naturais são: lagos de água doce.